# Bérenger II
Pour les articles homonymes, voir Bérenger.
Bérenger II d'Italie ou Bérenger d'Ivrée, né vers 900 et mort le 6 juillet 966, fut marquis d'Ivrée. 
Proclamé roi d'Italie en 950, il est destitué l'année suivante par le roi de Germanie Otton Ier qui est couronné roi d'Italie à Pavie (951). Après le départ d'Otton pour la Germanie, Bérenger II parvient à reprendre le pouvoir en 960, profitant des rivalités et des intrigues entre grandes familles à Rome autour du trône pontifical. 
À l'appel du pape Jean XII, Otton Ier revient en Italie (961) et chasse une seconde fois Bérenger II du pouvoir. Otton le fait enfermer à Bamberg où il meurt en 966. 
Il est l'ancêtre des comtes palatins de Bourgogne.

## Biographie
Bérenger est le fils d'Adalbert Ier d'Ivrée et de Gisèle de Frioul (880-910), fille de Bérenger Ier d'Italie, marquis d'Ivrée  et roi d'Italie. Bérenger d'Ivrée est d'abord un partisan d'Hugues d'Arles, roi d'Italie, dont il épouse la nièce. Il s'oppose ensuite à lui et en 941 il se réfugie en Allemagne où il prête le serment vassalique au roi de Germanie Otton Ier le Grand. 
Hugues d'Arles est chassé d'Italie par Bérenger en 945 et son fils Lothaire II, associé depuis 931 à la couronne, lui succède à sa mort en 947. C'est cependant Bérenger d'Ivrée qui assume la réalité du pouvoir. Après la mort de Lothaire le 22 novembre 950, il s'empare de la Lombardie et se fait couronner roi le 15 décembre 950 à Pavie dans la basilique San Michele Maggiore avec son fils aîné Adalbert, ou Aubert, comme corégent et héritier présomptif. 
Bérenger II tente de faire épouser Adélaïde de Bourgogne et d'Italie, veuve de Lothaire d'Arles, héritière de l'Italie en tant que fille du roi de Bourgogne et d'Italie Rodolphe II de Bourgogne, par son fils Aubert pour légitimer son pouvoir, elle refuse et est ensuite séquestré par Bérenger II. Alors, son frère le roi de Bourgogne Conrad le Pacifique appellent au secours Otton Ier le Grand. Otton effectue sa première expédition en Italie en 951. Il prend à Pavie le titre de « Roi des Lombards » le 23 septembre et, étant veuf, il épouse Adélaïde le 25 décembre 951. Ils retournent ensuite en Germanie. Bérenger II, reconnu roi d'Italie par Otton, lui prête en 952 un second serment de vassalité. 
En 957 Liudolf de Souabe, fils aîné d'Otton et de sa première épouse, effectue une expédition contre Bérenger II en Italie, dont il veut s'emparer pour son propre compte, mais il meurt au cours de la campagne. Bérenger II se révolte de nouveau en 960 et s'attaque au pape Jean XII. Ce dernier fait à son tour appel à Otton et l'invite à se rendre à Rome. 
Après avoir fait couronner roi de Germanie le jeune Otton, le fils qu’Adélaïde lui a donné, Otton Ier franchit les Alpes en 961 pour la seconde fois. Il est de nouveau reconnu roi à Pavie pendant que Bérenger II et son fils se dérobent. Otton est ensuite couronné empereur par Jean XII le 2 février 962. En 963, Bérenger fait sa reddition entre les mains de l'empereur Otton qui l'envoie prisonnier à Bamberg en Bavière, où il meurt le 6 juillet 966.

## Union et postérité
Il épouse Willa d'Arles, fille de Boson, comte d'Arles et marquis de Toscane, dont:
- Aubert Ier d'Italie (mort en 971) : son fils Otte-Guillaume de Bourgogne devient le premier comte palatin de Bourgogne de la maison d'Ivrée en 982 ;
- Guy d'Ivrée (mort en 965), marquis d'Ivrée ;
- Conrad d'Ivrée (mort en 1001), marquis d'Ivrée ;
- Gerberge, épouse un marquis de Montferrat ;
- Rozala d'Italie, épouse Arnoul II de Flandre puis Robert II de France.

## Sources
- Robert Folz La naissance du Saint-Empire « Le Mémorial des Siècles: Xe siècle » éditions Albin Michel Paris 1967.
- Venance Grumel, Traité d'études byzantines, vol. I : La chronologie, Paris, Presses universitaires de France, 1958, 587 p. (lire en ligne).
- Régine Le Jan, Famille et pouvoir dans le monde franc (VIIe – Xe siècle). Essai d'anthropologie sociale, Paris, Publication de la Sorbonne, 1995, 571 p. (ISBN 2859442685), p. 295, 326.
- Pierre Riché, Les Carolingiens Une famille qui fit l'Europe, Paris, Hachette. Pluriel, 1983, 434 p. (ISBN 9782010196386), p. 232, 258.